# Cloreto de cromo(II)
'Cloreto de cromo (II) é o composto de fórmula química CrCl2.